# Ghadames Air
 (mars 2023).
Ghadames Air (codes IATA : NJ, OACI :GMS) est une compagnie aérienne libyenne basée à l'aéroport international de Mitiga.

## Destinations
Ghadames Air, prend au printemps 2022, après une interruption de plusieurs années, la suite de la compagnie précédemment appelée Ghadames Air transport (ancien codes IATA : G6, OACI : GHT) dont le certificat de transporteur aérien avait été révoqué en mai 2020.
La nouvelle compagnie Ghadames Air dessert par des vols réguliers les destinations suivantes :
- Aéroport international de Benghazi - Benina [5]
- Istanbul - Aéroport Atatürk d'Istanbul [6]
- Djeddah - Aéroport international de Djeddah [7]
- Tripoli - aéroport international de Mitiga
- Tunis - Aéroport Tunis Carthage [8]

Quant aux vols vers le Soudan, la ligne précédemment existante vers l'aéroport de Khartoum ne semble plus (en mars 2023) être desservie.

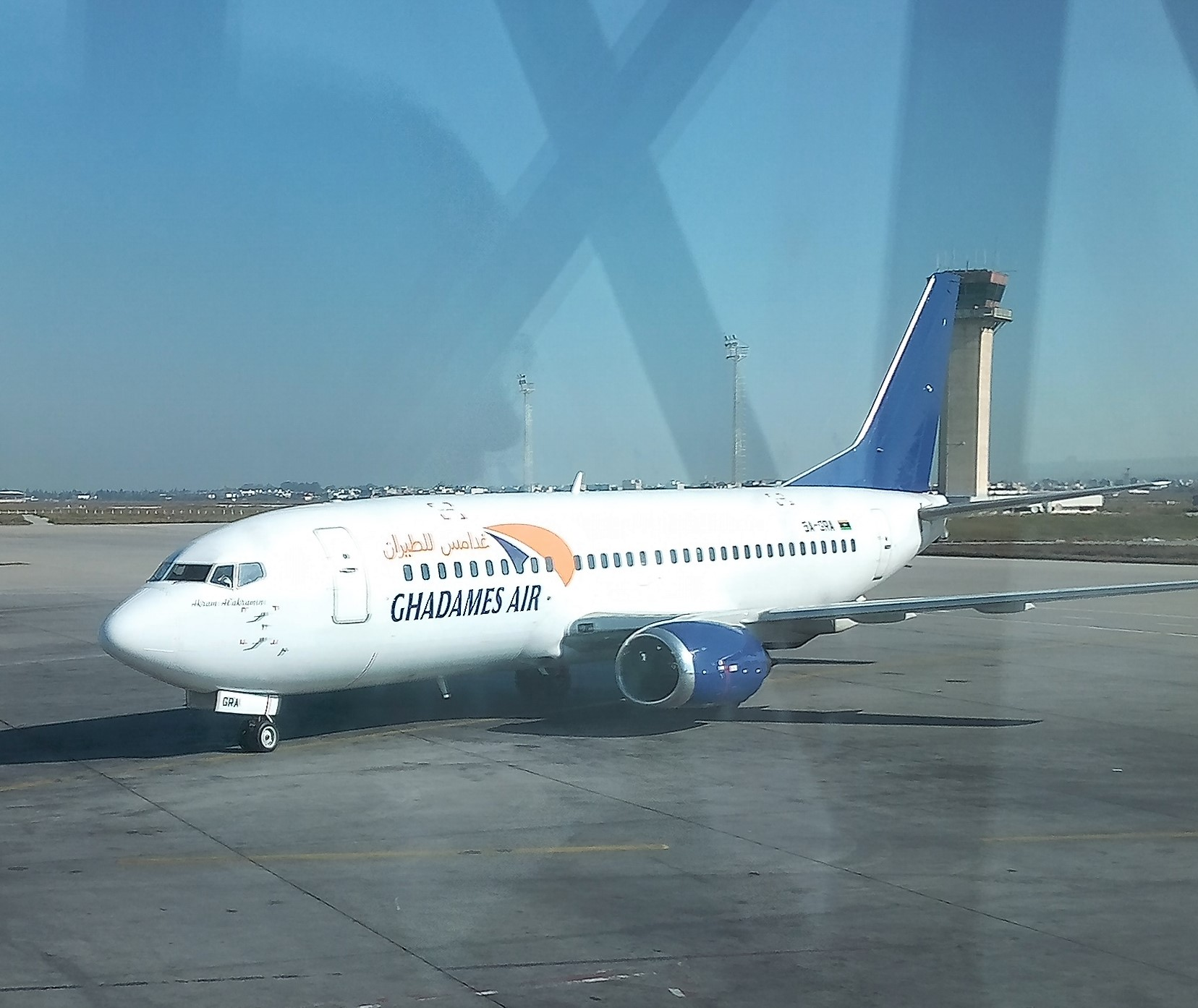
Boeing 737 de Ghadames Air à l'aéroport de Tunis-Carthage, février 2023

## Flotte
À la suite de la perte de son certificat d'opérateur aérien en 2020, Ghadames air transport (dont le code était  G6 GHT) a vendu ses deux Airbus A320-200 et son Fokker 100 en mauvais état et la société, rebaptisée Ghadames Air a acheté deux Boeing 737-300 d'occasion,. En 2023, la flotte de Ghadames Air se compose donc des avions suivants : 
- 2 Boeing 737 -300[14],[15]